# Gabin Villière
Gabin Villière (Francia, 13 de diciembre de 1995) es un jugador profesional francés de rugby que se desempeña en la posición de wing derecho en Rugby Club Toulonnais, equipo perteneciente a la liga Top 14.

## Carrera
Villière es un jugador de formación francesa (JIFF). Comenzó su carrera deportiva con el equipo RC Vire, en el cual jugó nueve temporadas (2004-2013), después pasó a Rouen Normandie Rugby (2013-2019), luego a Rugby Club Toulonnais, donde lleva jugando cinco temporadas.